# نامه‌های مرد مرده
نامه‌های مرد مرده (روسی: Письма мёртвого человека) یک فیلم در ژانر علمی تخیلی و درام به کارگردانی کونستانتین لوپوشانسکی است که در سال ۱۹۸۷ منتشر شد. از بازیگران آن می‌توان به رولان بیکوف اشاره کرد.
این فیلم در بخش هفته بین‌المللی منتقدین جشنواره کن در سال ۱۹۸۷ به نمایش درآمد.